# Lillington (North Carolina)
Lillington is een plaats (town) in de Amerikaanse staat North Carolina, en valt bestuurlijk gezien onder Harnett County.

## Demografie
Bij de volkstelling in 2000 werd het aantal inwoners vastgesteld op 2915.
In 2006 is het aantal inwoners door het United States Census Bureau geschat op 3171, een stijging van 256 (8.8%).

## Geografie
Volgens het United States Census Bureau beslaat de plaats een oppervlakte van
10,4 km², waarvan 10,3 km² land en 0,1 km² water. Lillington ligt op ongeveer 50 m boven zeeniveau.

## Plaatsen in de nabije omgeving
De onderstaande figuur toont nabijgelegen plaatsen in een straal van 20 km rond Lillington.